# إلين ماثيوز
إلين ماثيوز (بالإنجليزية: Elaine Matthews)‏ هي باحثة في تاريخ العصور الكلاسيكية بريطانية، ولدت في 19 أغسطس 1942، وتوفيت في 26 يونيو 2011.